# Middlesceugh and Braithwaite
Middlesceugh and Braithwaite var en civil parish 1866–1934 när det uppgick i Skelton, i grevskapet Cumbria i England. Civil parish var belägen 16 km från Penrith och hade 143 invånare år 1931. Det inkluderade Hurst, Middlesceugh och Low Braithwaite.